# Blechnum hawaiianum
Blechnum hawaiianum är en kambräkenväxtart som beskrevs av Maarten J.M. Christenhusz. Blechnum hawaiianum ingår i släktet Blechnum och familjen Blechnaceae. Inga underarter finns listade.